# Karol Beffa
Karol Beffa (París, 27 de octubre de 1973) es un compositor y pianista francés de origen polaco, nieto del importante empresario Jean-Louis Beffa. De niño participó como actor en distintas películas, a veces con su apellido y otras como Karol Befat o Karol Zuber.
Estudió música desde niño. Intervino en la teleserie de Marcel Bluwal Mozart (1982) en la que interpretó al compositor a la edad de ocho años. Actuó también con el Piccolo Teatro di Milano, bajo la dirección de Giorgio Strehler. En 1988 ingresó en el Conservatorio Nacional Superior de Música y de Danza de París. Obtuvo ocho premios (armonía, contrapunto, fuga, música del siglo XX, orquestación, análisis, acompañamiento vocal e improvisación al piano). Admitido primeramente en la Escuela Normal Superior (Ulm), estudió historia (licenciatura), inglés (tesina), filosofía (Master en la Universidad de Cambridge) y matemáticas: es titulado de la Escuela Nacional de Estadística y de la Administración Económica (ENSAE). Fue profesor en la Université Paris 4-Sorbonne, en la École Polytechnique, en el Collège de France (Colegio de Francia)  y, desde 2004, en la École Normale Supérieure. En marzo de 2006 estrenó una obra con la Orquesta de Pau dirigida por Fayçal Karoui. Fue la primera vez en Francia en que se realizaba una suscripción entre el público para encargar una obra a un compositor. Ha sido compositor en residencia de la Orquesta Nacional del Capitolio de Toulouse entre 2006 y 2009, en donde escribió Paradis artificiels (2007), un Concierto para violín (estrenado con Renaud Capuçon como solista, 2008) y un Concierto para piano (estrenado por Borís Berezovski, 2009).

## Obras de Beffa
- 2020: Le Roman d'Ernest et Célestine. Estrenado por la Orchestre philharmonique de Radio France.
- 2019: Tel un serpent qui danse para saxofón solo.
- 2017: Le Roi qui n'aimait pas la musique. Estrenado por Renaud Capuçon, Edgar Moreau, Paul Meyer y Karol Beffa.
- 2017: Paradise lost, Concierto para violoncello. Estrenado por Gautier Capuçon y la Mitteldeutscher Rundfunk.
- 2017: Le Bateau ivre. Estrenado por Alain Altinoglu y la Orchestre National de France.
- 2016: Plaza mayor, Tango para orquesta. Estrenado por Johan Farjot y la Orchestre Philharmonique Royal de Liège.
- 2014: A Floating World, segundo Concierto para violín, homenaje a la novela Un artista del mundo flotante de Kazuo Ishiguro. Estrenado por Akiko Suwanai y la Deutsche Kammerphilharmonie Bremen.
- 2014: Le Miroir des Heures para guitarra.
- 2010-2014: Six nouvelles études para piano.
- 2013: Nuit obscure (Noche oscura, poemas de San Juan de la Cruz), para voz y orquesta de cuerda. Estrenado por Karine Deshayes.
- 2012: La Vie antérieure, secundo Concierto para piano. Estrenado por Orchestre de Paris.
- 2010: Fantaisie concertante para guitarra y orquesta. Estrenada por Emmanuel Rossfelder y el Ensemble Orchestral de París en el Festival Annecy Crescendo, el 25 de agosto de 2010.
- 2009: Les ruines circulaires (ruinas circulares),  para orquesta, Estrenado por Orchestre Philharmonique de Radio France
- 2009: Prélude et passacaille para órgano. Estrenado por Olivier d'Ormesson.
- 2009: Cuarteto de cuerda. Estrenado por el Cuarteto Capuçon.
- 2009: Concierto para piano. Estrenado por Borís Berezovski y la Orquesta Nacional del Capitolio de Toulouse.
- 2007: Concierto para violín. Estrenado por Renaud Capuçon.
- 2005: Marie-Madeleine, la robe de pourpre (oratorio-ballet).
- 2005: Concierto para trompeta.
- 2005: Éloge de l'ombre para arpa.
- 2004: Voyelles.
- 2004: Masques para violín y violonchelo. Estrenada por Renaud y Gautier Capuçon.
- 2003: Mirages.
- 2000-2002: Six études para piano.

## Música cinematográfica
Beffa compuso la banda sonora del documental Le Théâtre des opérations (2007) de Benoît Rossel y de las películas Sur ta joue ennemie (2008) de Jean-Xavier de Lestrade, Le fil (2009) de Mehdi Ben Attia, Je ne suis pas mort (2013) de Mehdi Ben Attia y L'Amour des hommes (2017) de Mehdi Ben Attia. Beffa compuso la banda sonora de la película Der Letzte Mann de Murnau.

## Premios y reconocimientos
- 2018: Victoire de la musique classique
- 2017: Ganador del Grand Prix de la Musique symphonique de la SACEM (Société des Auteurs, Compositeurs et Éditeurs de musique).
- 2016: Ganador del Grand Prix Lycéen des compositeurs.
- 2016: Premio René-Dumesnil de Académie des Beaux-Arts.
- 2013: Victoire de la musique classique.
- 2010: Compositor invitado del Festival Annecy Crescendo.
- 2008: Premio "Jeune compositeur" de la Société des Auteurs et Compositeurs et des Editeurs de Musique.
- 2008: Premio Chartier de Académie des Beaux-Arts.
- 2006/2009: Compositor residente de la Orquesta del Capitolio de Toulouse
- 2005: Premio de la Fundación Charles Oulmont.
- 2005: Finalista del Concurso Internacional de composición de Prades.
- 2002: Académie Musicale de Villecroze.
- 2002: Premio de la Fundación Natexis.
- 2001: Ganador del premio de la Fundación Lili et Nadia Boulanger.
- 2000: Fue el compositor que representó a Francia en la Bienal Internacional de Jóvenes Artistas (BIG) de Turín.

## Discografía
Grabaciones de la obra de Beffa
- Masques I y Masques II en el disco Inventions: Renaud Capuçon, violín; Gautier Capuçon, violonchelo. Virgin Classics.
- Masques. Ensemble Contraste. Triton.
- Libre(s). Karol Beffa y Raphaël Imbert.
- Into the Dark. Emmanuel Ceysson, Karine Deshayes, Arnaud Thorette, Johan Farjot, Karol Beffa, Ensemble Contraste. Aparte.
- Blow up. Marie-Pierre Langlamet, Vincent Lucas, Lise Berthaud, Eric Aubier, Laurent Wagschal, Quatuor Jean-Yves Fourmeau, Karol Beffa, Ensemble Initium. Garde républicaine. Indesens.
- En Blanc et Noir, Karol Beffa. Indesens.
- De l'autre côté du miroir, Karol Beffa. Indesens.
- Talisman (Les ruines circulaires, Talisman, Destroy, Tenebrae, Le bateau ivre). Orchestre National de France, Orchestre Philharmonique de Radio France, Karol Beffa, Quatuor Renoir (Klarthe).
- Media Vita  Media Vita, De Profundis, Solstice, Sérénade d'hiver, Deux Poèmes de Guillaume Apollinaire, Les Cités de l'oubli, Media Vita, Nel mezzo del cammin, Rocking-Chair, Fragments of China, Self-Portrait, Klarthe : Karol Beffa (piano), Jeanne Gérard (soprano), Arnaud Thorette (alto), Lionel Sow

## Partituras
- Las partituras de Beffa están editadas por Gerard Billaudot Editeur y por Klarthe.

## Libros
- Beffa, Karol: Comment parler de musique ?, París: Fayard/Collège de France, 2013
- Beffa, Karol; Villani, Cédric: Les Coulisses de la création, París, Flammarion, 2015
- Beffa, Karol: György Ligeti, París, Fayard, 2016
- Beffa, Karol: Parler, composer, jouer. Sept leçons sur la musique, París, Seuil, 2017
- Beffa, Karol: Diabolus in opéra. Composer avec la voix, París, Alma éditeurs, 2018
- Beffa, Karol: Par volonté et par hasard, París, Éditions de la Sorbonne, 2018
- Beffa, Karol; Perry-Salkow, Jacques: Anagrammes à quatre mains. Une histoire vagabonde des musiciens et de leurs œuvres, Arlés, Éditions Actes Sud, 2018
- Beffa, Karol; Cavaillez, Aleksi; Métayer, Guillaume: Ravel. Un imaginaire musical, París, Seuil/Delcourt, 2019
- Beffa, Karol; Saint-Saëns au fil de la plume, Paris, Premières Loges, 2021
- Beffa, Karol; L'autre xxe siècle musical, Paris, Buchet-Chastel, 2022